# Litij-polimer baterija
Litij-polimer baterija (Li-Poly, LiPo, LIP) pripada skupini punjivih baterija na bazi litija. Spada u drugu generaciju takve vrste baterija. Tehnološki predstavlja generaciju baterija koje su naslijedile litij-ionsku bateriju. 
Osobine su joj uglavnom iste kao kod prethodnice. Vrlo je lagana zbog litijevih elektroda, vrlo velika gustoća energije koja je skoro dvostruko veća od obične NiMH baterije, veći nazivni napon od napona koji je u baterijama na bazi nikla. Za razliku od niklovih baterija nije ju nužno održavati, jer nije podložna nikojim štetnim efektima poput memorijskog kad ju se ne koristi niti kristalizacijskog. Zbog toga nema potrebe za periodičnim pražnjenjem, a može ju se puniti u bilo kojem vremenu. Tehnološki pomak je elektrolit. Čini ga polimer koji se dade oblikovati u razne oblike, što sve prethodne generacije baterija nisu imale mogućnost. Budući da ove baterije mogu biti vrlo tanke, primjenjivost se odmah pokazala kod mobilnih telefonskih uređaja. 
Slabosti litij-polimer baterija su dvije. Osjetljivije su na niske temperature, a životni vijek im je kraći, otprilike koliko i kod baterija koje su dvije generacija unazad, nikal-metal-hibridnoj bateriji.